# Bauernbreite 10, 12, 14

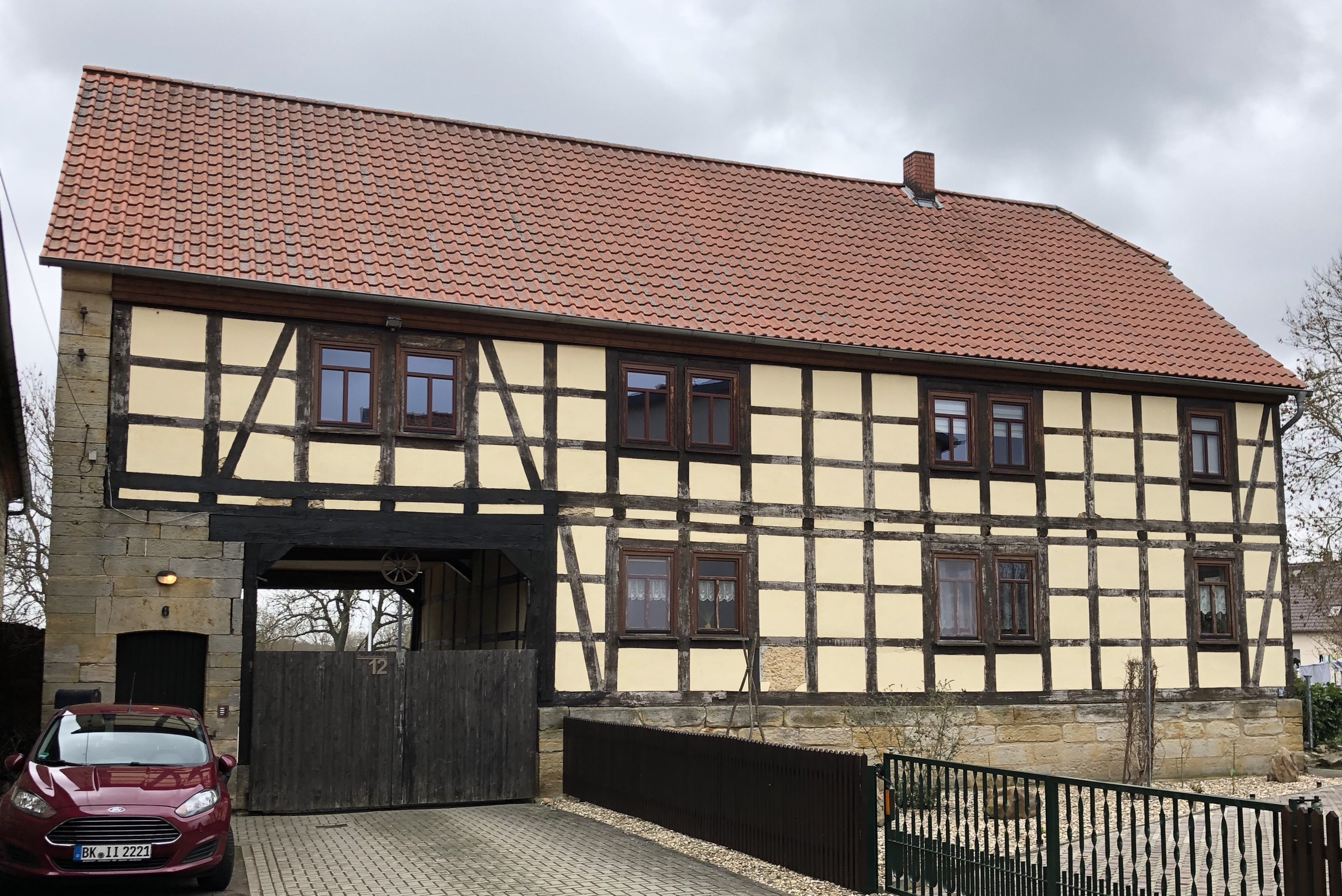
Bauernbreite 12, zum Wohnhaus umgebaute Durchfahrtsscheune, 2019

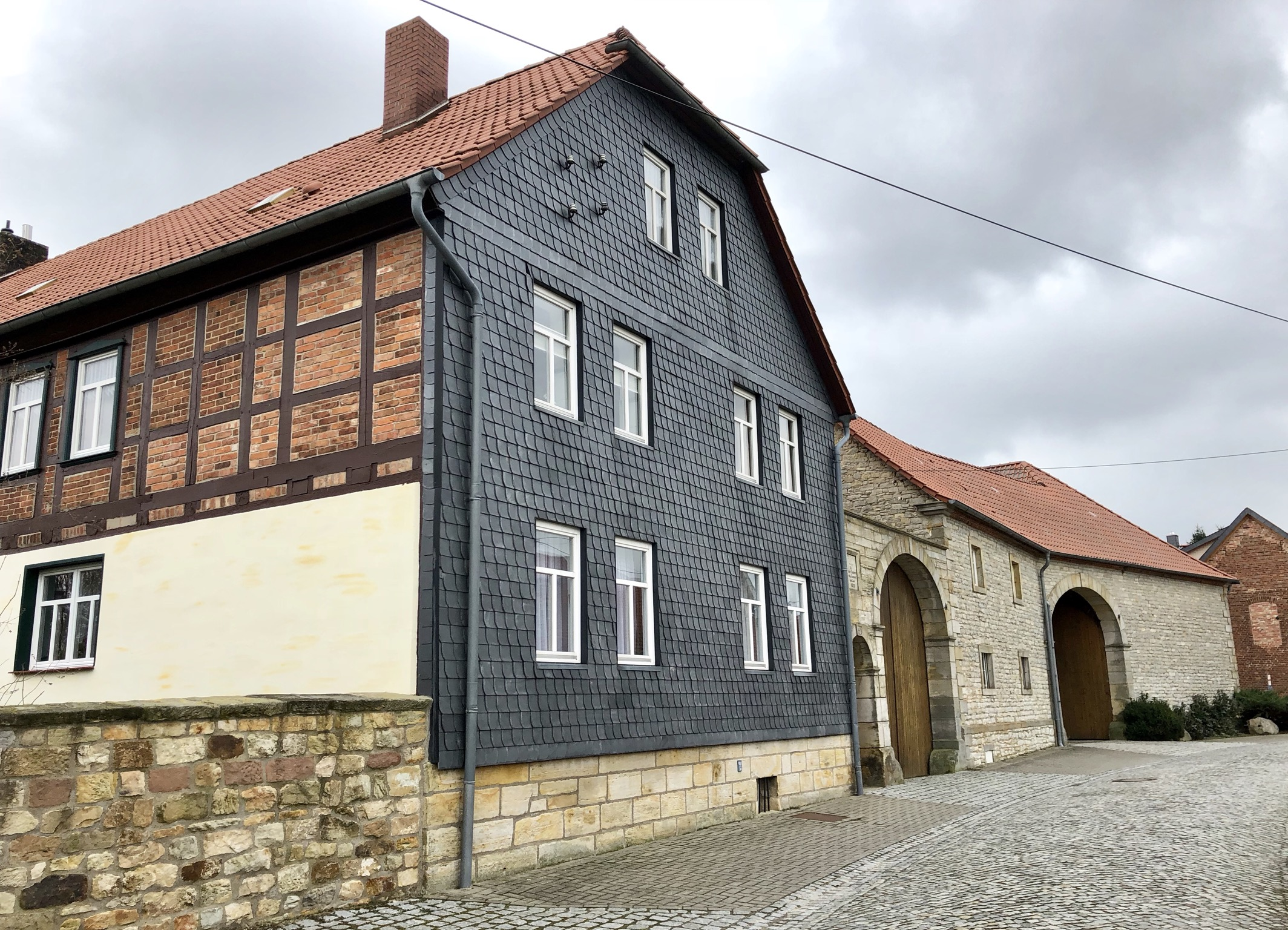
Bauernbreite 10

Bauernbreite 10, 12, 14 ist eine denkmalgeschützte Häusergruppe im zur Gemeinde Ingersleben gehörenden Dorf Morsleben in Sachsen-Anhalt.

## Lage
Die Häusergruppe befindet sich am östlichen Dorfrand Morslebens auf der Süd- und Ostseite der Straße Bauernbreite, die in diesem Bereich eine Kurve macht. In der Vergangenheit bestand die Adressierung Bauernstraße 5-7. Der Hof Bauernbreite 10 ist darüber hinaus auch als Einzeldenkmal ausgewiesen.

## Architektur und Geschichte
Der Denkmalbereich umfasst drei Bauernhöfe deren Bausubstanz aus der Zeit des 18. bis aus dem frühen 20. Jahrhundert stammt und gilt als gewachsenes Ensemble der historischen dörflichen Lebenskultur. Die einzelnen Höfe unterscheiden sich dabei deutlich in ihrer gesellschaftlichen Bedeutung. Während der Hof Bauernbreite 10 sich als Anwesen eines Großbauern des 19. Jahrhunderts präsentiert, ist das südlich hiervon stehende Gebäude Bauernbreite 12 nur der Rest eines Bauernhofes. Ursprünglich als Durchfahrtsscheune errichtet, wurde das Gebäude zum Wohnhaus umgebaut. Das Anwesen Bauernbreite 14 war ursprünglich als Hof eines Halbspänners entstanden und grenzt nach Westen an den Kirchhof der Sankt-Petrus-Kirche.
Die Häusergruppe ist prägend für das Straßen- und Ortsbild. Im Zuge einer Instandsetzung verlor das Ensemble allerdings erheblich an ästhetischer Qualität.
Im örtlichen Denkmalverzeichnis ist die Häusergruppe unter der Erfassungsnummer 094 84165 als Denkmalbereich verzeichnet.